# Antoine Héberlé
Pour les articles homonymes, voir Heberlé.
Antoine Héberlé est un directeur de la photographie français.

## Biographie
Ancien élève de l'École Louis-Lumière (Promotion « Cinéma » 1985), Antoine Héberlé commence sa carrière en réalisant des clips, notamment pour la Mano Negra et les VRP. En 2013 il est récompensé par le Prix de la CST-prix Lumières décerné à un directeur de la photographie pour la qualité de son travail sur Héritage de Hiam Abbas et Quelques heures de printemps de Stéphane Brizé. Il est aussi récompensé au Festival de Cannes 2013 du Prix Vulcain de l'artiste technicien pour son travail sur Grigris de Mahamat Saleh Haroun.

## Filmographie
- 1990 : Un amour de trop de Franck Landron (assistant caméra)
- 1991 : Les Truffiers de Sylvain Monod (court métrage)
- 1991 : L'enlèvement de Sabine de Bertrand Pidancet (court métrage)
- 1991 : Au bord de la nuit de Patrick Sagnelonge (court métrage)
- 1993 :  O Fim do Mundo de João Mário Grilo
- 1993 :  Les gens normaux n'ont rien d'exceptionnel de Laurence Ferreira Barbosa
- 1993 : Nulle part de Lætitia Masson (moyen métrage)
- 1994 : L'Incruste d'Émilie Deleuze (téléfilm)
- 1994 : Retour de Normandie de Nathalie Trafford (court métrage)
- 1994 : Paix et Amour de Laurence Ferreira Barbosa (téléfilm)
- 1994 : Une Femme dans l'ennui de Michel Couvelard (court métrage)
- 1998 : À vendre de Laetitia Masson
- 1998 : Le New Yorker de Benoît Graffin
- 1998 : La Force des choses d'Alain Guiraudie (court métrage)
- 1998 : Ex-Voto d'Antoine Le Bos (court métrage)
- 1999 : Peau neuve d'Émilie Deleuze
- 2000 : Mamirolle de Brigitte Coscas
- 2000 :  Le P'tit Bleu de François Vautier (téléfilm)
- 2000 : Love me de Laetitia Masson
- 2000 : Sous le sable de François Ozon (séquences « été »)
- 2000 : Parties d'Antoine Le Bos
- 2001 : Du soleil pour les gueux d'Alain Guiraudie
- 2001 : Une hirondelle a fait le printemps  de Christian Carion
- 2002 : La Repentie de Laetitia Masson
- 2003 : Aux frontières de Danielle Arbid
- 2003 : Mille mois de Faouzi Bensaïdi
- 2003 : Pas de repos pour les braves d'Alain Guiraudie
- 2004 : Le Cadeau d'Elena de Frédéric Graziani
- 2005 : Paradise Now de Hany Abu-Assad
- 2005 : Voici venu le temps d'Alain Guiraudie
- 2007 : Les Méduses de Etgar Keret et Shira Geffen
- 2008 : On m'a volé mon adolescence d'Alain Guiraudie (téléfilm)
- 2008 : Coupable de Laetitia Masson
- 2008: Rio ligne 174 de Bruno Barreto
- 2005-2008 : Merci, les enfants vont bien (Série télévisée)
- 2009 : Mademoiselle Chambon de Stéphane Brizé
- 2010 : Chicas de Yasmina Reza
- 2010 : Petite fille de Laetitia Masson (téléfilm)
- 2011 : La Brindille d'Emmanuelle Millet
- 2012 : La Terre outragée de Michale Boganim
- 2012 : À cœur ouvert de Marion Laine
- 2012 : Quelques heures de printemps de Stéphane Brizé
- 2012 : Héritage de Hiam Abbas
- 2013 : Grigris de Mahamat Saleh Haroun
- 2013 : La Dune de Yossi Aviram
- 2013 : Le Voyage en Occident de Tsai Ming-liang
- 2014 : Engrenages (Série télévisée)
- 2016 : Une vie de Stéphane Brizé
- 2017 : Les Versets de l'oubli d'Alireza Khatami
- 2017 : Wajib d'Annemarie Jacir
- 2018 : Mon tissu préféré de Gaya Jiji
- 2019 : Un fils de Mehdi Barsaoui
- 2020 : Una promessa de  Gianluca De Serio et Massimiliano De Serio
- 2023 : Un métier sérieux de Thomas Lilti
- 2024 : Aïcha de Mehdi Barsaoui